# رود کهیر
رودخانهٔ کَهیر واقع در استان سیستان و بلوچستان، با طول ۱۸۵کیلومتر از ارتفاعات سر چشمه می‌گیرد. و از شهرستان نیک‌شهر به شهرستان چابهار به نام رودخانهٔ کهیر به خلیج پزم واقع در غرب خلیج چابهار می‌ریزد.

## اطلاعات رودخانه
رودخانه کهیر از ارتفاعات شهرستان‌های نیک‌شهر و لاشار سرچشمه می‌گیرد، و از رودهای مهم به‌شمار می‌رود.

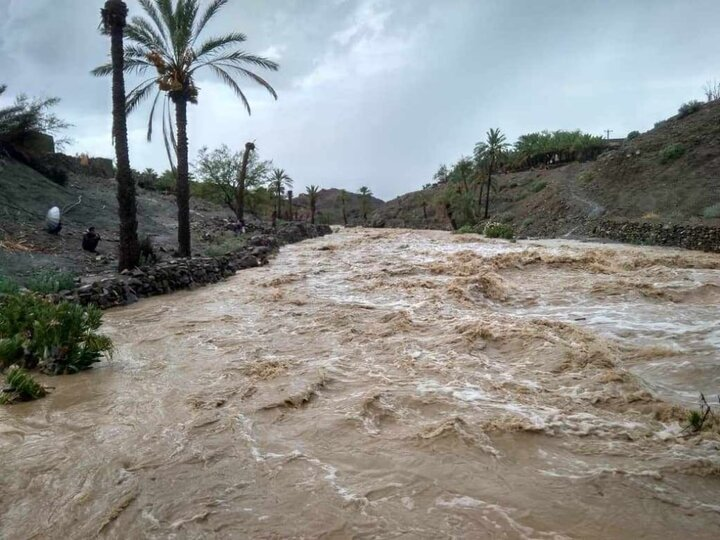
بارندگی در توابع نیک‌شهر طغیان رودخانه

سیلاب‌های فصلی رودخانه از آب شیرین با کیفیت بسیار مناسب تشکیل می‌شود. و در قالب سیلاب‌هایی مهیب، در فاصله ۲۰ کیلومتری پایین دست سد کهیر و تنها چند ساعت پس از عبور از محدوده سد، به آب‌های شور دریای مکران می‌پیوندد. میانگین آبدهی سالانهٔ این رودخانه ۷۰ میلیون متر مکعب و وسعت حوضهٔ آبگیر آن، ۴٬۹۰۰ کیلومتر مربع است.